# قصر شبرا (الطائف)
قصر شبرا التاريخي أو متحف قصر شبرا هو أحد القصور التاريخية الموجودة بمدينة الطائف. أنشأ القصر الشريف علي عبد الله بن محمد بن عبد المعين بن عون باشا عام 1323هـ (1904 ميلادي) وتم الانتهاء منه خلال عامين وتم ذلك في عام 1324هـ (1906ميلادي)، تم تحويله إلى متحف إقليمي لمحافظة الطائف وافتتح لاستقبال الزوار عام 1415هـ الموافق 1995م. كان الملك عبد العزيز آل سعود وفيصل بن عبد العزيز آل سعود يتخذانه قصراً لهم عند زيارتهم لمدينة الطائف.

## القصر
تم بناء قصر شبرا في حي شبرا بالطائف عام (1323هـ/ 1905م) يتميز بطراز معماري مزج بين الطابعين الروماني والإسلامي مع أساليب العمارة التقليدية لمنطقة الحجاز، والعمارة الإسلامية التي تظهر في الأعمدة والأقواس والرواشين والأبواب والشبابيك، وأسقفه المزينة بالنقوش الخشبية، وهو تحفة معمارية جميلة من الداخل والخارج وتحف به الأشجار وتزين حجراته. ويعتبر أحد المعالم الأثرية في الطائف.
يتكون القصر من طابق قبو تعلوه أربع طوابق إضافة لملاحق خارجية وحدائق. يتكون القصر من أربعة أدوار ويضم حوالي 150 غرفة، وله عدة مداخل، وبوابته الرئيسة تقع في الجهة الغربية وهي مصنوعة من الخشب المزخرف. وللقصر أربع واجهات متشابهة تتخللها أعمدة مصنوعة من النورة والحجر، وفي القاعة الرئيسة في القصر يوجد سلم كبير مزدوج خشبي بديع أرضيته من المرمر يعرف بـ «السلملك» يمتد حتى الدور الثاني والذي به جناحان يضمان غرفاً كبيرة وأخرى صغيرة عقود جدرانها الداخلية والأعمدة والأركان ذات زخرفة ملونة على شكل أوراق نباتية طليت أطرافها باللون الذهبي، ونوافذ القصر وأبوابه مصنوعة من الخشب المحفور ذو لمسات فنية، وأسقف القصر خشبية مطرزة بأشكال زخرفية ونقوش، وينتهي سور سطح القصر بزخرفة يغلب عليها الطابع الروماني. ويقع القصر على أحد الشوارع الكبيرة بمدينة الطائف والمسمى بشارع شبرا.

## الاستيلاء على قصر شبرا التاريخي

صورة ليلية لقصر شبرا.

تم الاستيلاء على قصر شبرا التاريخي قبل تأسيس المملكة العربية السعودية عند غزو الحجاز ولقد قام بالإستيلاء عليه كما تذكر المصادر التاريخية السعودية القديمة قائد جيش الإخوان المتوجه للطائف وشيخ قبيلة عتيبة سلطان بن بجاد الذي كان القائد العام للحملة النجدية التي أدخلت الحجاز للحكم السعودي
 وعند دخول قوات إخوان من طاع الله النجدية للطائف أقام فيه شيخ قبيلة عتيبة سلطان ابن حميد. ثم في بداية الحكم السعودي سكنه الملك عبد العزيز آل سعود، وكان يدير شؤون الحكم من هذا القصر خلال إقامته الصيفية بالطائف. ثم أصبح القصر مكتباً للملك فيصل بن عبد العزيز أثناء توليه ولاية العهد. ثم مكتباً للأمير سلطان بن عبد العزيز وزير الدفاع السعودي السابق. وفي عام 1407هـ حوله الملك فهد بن عبد العزيز ليكون متحفاً للتراث العربي والإسلامي تحت إشراف وزارة المعارف السعودية، وهو الآن تحت إشراف وزارة السياحة (السعودية).

## محتوى المتحف

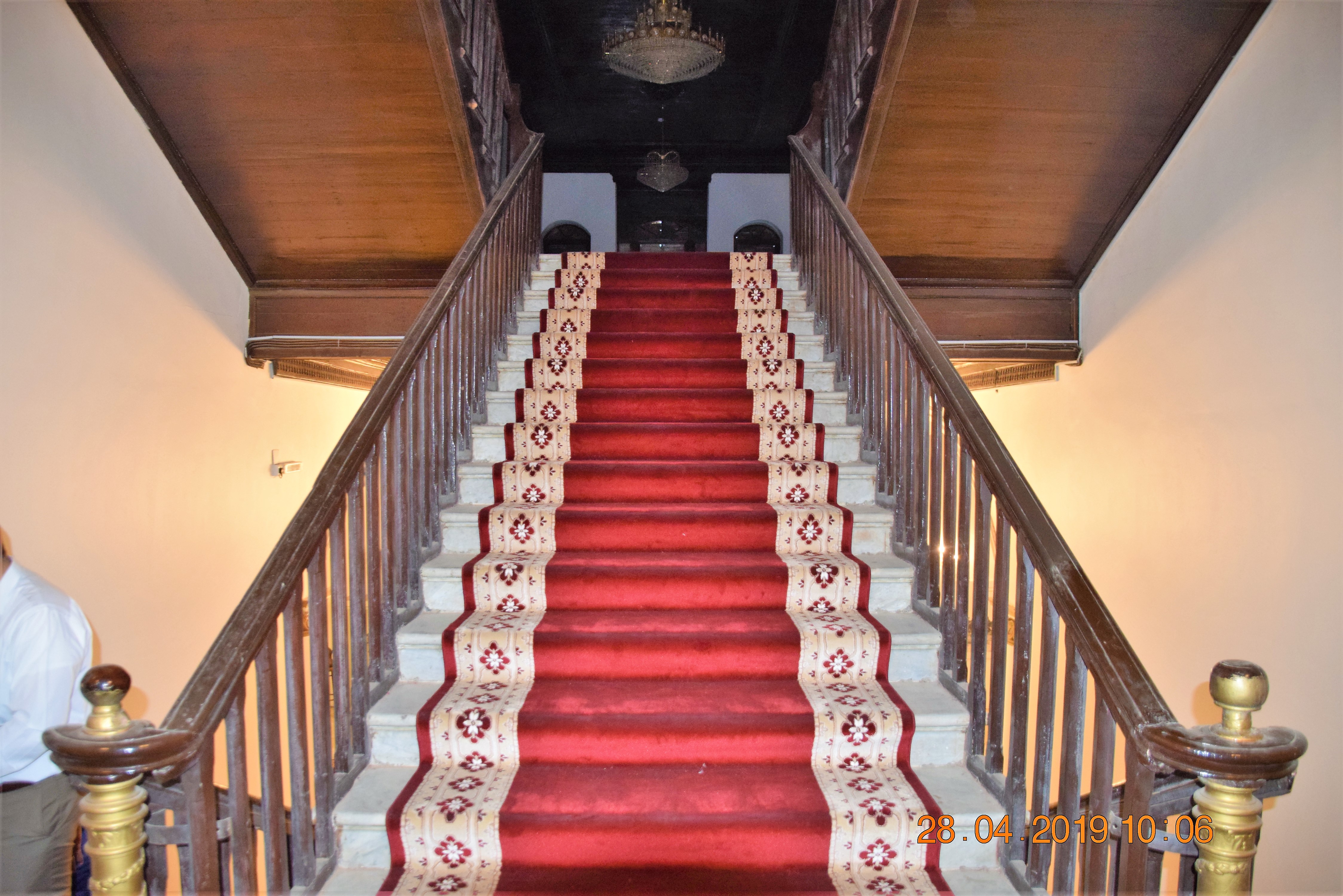
صورة داخلية للقصر

المتحف يعطى نبذة عن إنشاء القصر، والمراحل التاريخية والسياسية التي شهدها وتحتوى أيضا على مجموعة من الأدوات الحجرية والقطع الفخارية ولوحات من النقوش والكتابات الصخرية. ويوجد قسم عن الحرف وصناعات بالطائف مثل استخراج الورد الطائفي وقسم آخر عن السوق القديم (المسماة محليا بالخان) وملحمن القصر كان مكتب الأمير سلطان بن عبد العزيز حين كان القصر مقرا صيفيا له وباستطاعة الزوار الدخول إليه.
يحتفظ في داخل متحف القصر بآثار ومنقوشات ورسوم أثرية على صخور حجرية مرتبة بشكل منتظم ومعلقة على رفوف وحوامل خشبية حيث اكتشفت تلك الآثار في محافظة الطائف وتعود إلى عصور إسلامية وما قبل الإسلام ومنها:
- ألواح صخرية عليها كتابات عربية تبين الخط العربي وأنواعه على مر العصور.
- أنواع وأحجام مختلفة من أحجار الرحى الأثرية المستخدمة في طحن الحبوب.
- أسلحة قديمة أثرية من سيوف ودروع وخناجر ورماح وبنادق ومسدسات.
- أحجار كريمة وحلي وأختام قديمة.
- مسكوكات ذهبية وفضية أثرية.
- أوان منزلية ومصابيح حجرية وفخارية وزجاجية تعود إلى عصور ما قبل الإسلام.
- جهاز تقطير قديم لماء وعطر الورد الطائفي الذي تشتهر به الطائف منذ القدم.
- أقفال حديدية وعملات قديمة.
- أدوات زراعية قديمة وعربة جر أثرية لنقل الأحجار والصخور أستخدمت في بناء سد السملقي التاريخي الذي بني في زمن الخليفة الأموي معاوية بن أبي سفيان في ديار ثمالة بضواحي الطائف.

## وصلات خارجية
- قصر شبرا التاريخي وجهة زوار الطائف خلال الصيف
- قصر شبرا بالطائف.. قصص التاريخ ترويها الحجارة
- بالصور .. قصر شبرا : تاريخ عريق يميز مدينة الورد بجمال عمارته ومكانته